# Kristianstads domsaga
Kristianstads domsaga  var en domsaga i Kristianstads län mellan 1967 och 1970 som ingick i domkretsen för Hovrätten över Skåne och Blekinge. Häradsrätten var placerad i Kristianstad

## Administrativ historik
Domsagan bildades 1 januari 1967 genom sammanläggning av Villands tingslag samt större delen av Östra Göinge tingslag och området motsvarande Gärds härad ur Gärds och Albo domsagas tingslag samt domkretsen för Kristianstads rådhusrätt. Häradsrätten bildades av motsvarande häradsrätter och rådhusrätten. Tingsställe var Kristianstad och till 1968 även Broby, tidigare tingsplats för Östra Göinge tingslag. Häradsrätten ombildades 1971 till Kristianstads tingsrätt med oförändrad domsaga.

## Omfattning
Domsagans område omfattade Kristianstads stad, köpingarna Åhus och Bromölla samt de 10 landskommunerna Broby, Degeberga, Everöd, Fjälkinge, Glimåkra, Hjärsås, Knislinge, Näsum, Oppmanna och Vånga och Tollarp. 
Domsagan bestod av ett tingslag, Kristianstads domsagas tingslag.

## Häradshövding
Hans G. Andersson